# ニック・ジョナス
ニコラス・ジェリー・ジョナス（英: Nicholas Jerry Jonas、1992年9月16日 - ）は、アメリカ合衆国の歌手、俳優。身長170cm。ジョナス・ブラザーズのリードボーカル。

## 来歴
1992年9月16日、アメリカ合衆国のテキサス州ダラスで父のポール・ジョナスと母のデニーゼ・ジョナスの下に三男として生まれ、11歳のときニューヨークに引っ越す。兄弟はニックを含め4人で同じポップ・グループのジョナス・ブラザーズに所属している長男のケビンと、次男のジョー、そしてジョナス・ブラザーズには所属していない四男のフランキー。フランキーはノア・サイラスと共に映画『崖の上のポニョ』の英語吹替をし、そうすけを担当した。
言葉を話す前から歌っていたというニックは6歳のとき理髪店で歌っていたところ、スカウトされてエージェントと契約。最初はCMなどに出演するだけで映画やドラマのゲストで出演する事はなかった。
けなげな努力が実り1999年のクリスマス・シーズンにチャンスがやってきた。11歳だったニックは当時マディソン・スクウェア・ガーデンで上演されていたミュージカル『クリスマス・キャロル』にTiny Tim役で抜擢されたのを機に、2001年『アニーよ銃をとれ』で念願のブロードウェーデビュー。翌2002年には『美女と野獣』に出演し、2003年には『レ・ミゼラブル』、『サウンド・オブ・ミュージック』と、立て続けに大作の舞台に立ったほか、ブロードウェーの人気アーティストが名を連ねるクリスマス・コンピレーション・アルバムで、「Joy to the World (A Christmas Prayer)」を発表。同曲は父ポールと書き上げたオリジナルで、コーラスには『美女と野獣』のキャストが参加。クリスチャン・ラジオでもオンエアチャートをにぎわせた。
そして2004年には本格的に音楽活動をスタートさせる。同年秋にはコロムビア・レコードからニックのシングル2タイトルをリリース。年末にはアルバムの発売も予定されていたが、延期ののち枚数限定でリリースされている。
2005年にレコード会社の社長は兄弟が書き上げた楽曲に着目し、3人グループでのアーティスト契約を打診した。サウンドの方向性についても、彼らが制作した楽曲に加えてイギリスの人気グループ・バステッドの「YEAR3000」と「WHAT I GO TO SCHOOL FOR」カヴァーを指示。ポップ・パンクの要素を盛り込むことでより広い層へのアピールアピールを狙った。しかし、デビュー時期の見極めに関しては慎重で、アルバム発売日は未定のままで、3人は長いツアー生活をスタート。バックストリート・ボーイズやジェシー・マッカートニーらメジャーアーティストのツアーに加わり、オープニングアクトをつとめた。
2007年、ディズニー・チャンネルのオーディションに合格。
シークレット・アイドル ハンナ・モンタナのドラマやライブにゲスト出演を果たす。
ディズニー・スターはハリウッド・レコードに多く、3人も声をかけられ移籍。2007年8月7日に放たれたアルバム『Jonas Brothers』（日本2008年12月5日）は、発売一週間でBillboard 200の5位にランクイン。そして、新作お披露目の場として彼らに用意されたのは、マイリー・サイラスのアリーナツアーのオープニングアクト。
アメリカ合衆国の年末番組Dick Clark's New Year's Rockin' Eveにてハンナ・モンタナを演じるマイリー・サイラスとシークレット・アイドル ハンナ・モンタナの劇中歌「We Got The Party」を歌唱。
2008年、ディズニー・チャンネルのオリジナル・ムービー「キャンプ・ロック」に出演。兄のジョー・ジョナスがデミ・ロヴァートと主役を演じたがニックはほとんど登場しなかった。
2008年8月12日、待望の3rdアルバム『A Little Bit Longer』が発売され（日本2009年1月14日）、前作同様にダブルプラチナムを獲得してチャートを席巻し、世界中で34個のプラチナとゴールドを獲得。全米で100万人を動員したヘッドライン・ツアー『Burnin' Up Tour』も大盛況のうちに終了。ケビンが言うにニックは「グループの核」なのだとか。
2008年の「American Music Awards」で最優秀新人賞を受賞、「MTV Video Music Awards」「MTV Europe Music Awards」「グラミー賞」では最優秀新人賞にノミネート。また、ローリング・ストーン誌の表紙を飾り、ジョナス掲載号が2008年で1番の売上げを記録。秋には写真集を出版し、初日で100万部を売上げ、驚異的な数字を記録。これもすべてニックのおかげだとジョーは語った。
2009年には、アメリカ新大統領のバラク・オバマの就任式のために行われたライヴ「Kids' Inaugural:We Are The Future」のイベントに出演し、オバマの娘も大ファンという熱狂ぶり。またニックのパフォーマンスもとてもよく評価された。2月には昨年行った「Burnin Up TOUR」の模様を映画化した3Dコンサート映画が全米を皮切りに全世界で公開が決定。アメリカでは興行成績初登場2位を獲得。 5月からは、ワールド・ツアーが南米からスタートし、北米、ヨーロッパと決定。その中にはニュー・ヨークのナッソー・コロシアムやロサンゼルスのステイプル・センターの3days、さらにロンドンのウェンブリー・アリーナを含むアリーナ・コンサートが開催。ニックはいずれもドラム担当が多かったがギターも上手でファンを熱狂させた。
ディズニー・チャンネルでジョナス・ブラザーズ主演ホームコメディドラマ「J.O.N.A.S.」が2シーズンに渡って放送された。(日本では2009年5月2日から2010年10月3日に放送)
この番組のために彼らが作成した数多くのオリジナル曲が収録されている。
2010年、「キャンプ・ロック」ではあまり登場しなかったニックだが、続編である「キャンプ・ロック2 ファイナル・ジャム」にて主要人物になる。ニックは「光栄だよ、これはすばらしいことだし夢がかなって嬉しいんだ」と心の内を打ち明けた。
またNick Jonas and the Administrationというバンドを結成し「Who I Am」が全米で大ヒット、ライブも大変のようで体調を崩してしまうこともあるという。
2016年7月2日、ジョイントツアーのフロリダ州オーランド公演に、6月12日に同州で起きた銃撃事件の被害者たちを招待した。デミ・ロヴァートと共に、グラミー歌手アンドラ・デイをゲストに迎え、彼女のヒット曲「Rise Up」を一緒にパフォーマンス。この間、スクリーンには、事件で命を落とした被害者たちの名前が表示。そして、最後には6月10日にファンの目前で射殺された歌手クリスティーナ・グリミーの名前も映し出され、現地で起きた2件の悲しい事件被害者たちを観客とともに偲んだ。

## 私生活
2006年6月11日、マイリー・サイラスと出会ったその日に恋人になった。関係は長く続き両親も公認の仲。マイリーもニックも筋金入りのクリスチャンとあって交際が順調に進んだといっても過言ではないとマイリーがインタビューで話した。ニックはニューヨークからマイリーの住むロサンゼルスに引っ越してきた。その上歩いて2分程度の場所だった。しかしお互いにスーパー・スターとだけあって多忙の日々が続いたという。
マイリーのアリーナツアー中にニックが別れを切り出したという。ツアー中だったため気まずい関係は続き最終的にツアー中に振ったことを後悔したニック。理由はマイリーが髪を黒く染めたこと。ニックがマイリーの茶色い髪が好きだったこともあるがファンを驚かせてしまったのだ。ツアーではステージでキスすることもあったが破局するしかなかったという。2007年12月19日に別れた。その後マイリーがニックに「7things」を宛てたためニックはマイリーに「sorry」を書き、歌でのやりとりをするように。それからはセレーナ・ゴメスと交際。約半年で別れる。理由はマイリーと多忙で別れたことを後悔したからだという。
マイリーもニックの後に交際したジャスティンと破局していたため復縁。2009年6月、ニックはマイリーの映画の撮影が行われるジョージア州までロサンゼルスから行き来していた。ジェット・スキーでキスしたりラブラブだったが7月に破局。マイリーが共演者に恋したためである。
2018年5月ごろからボリウッド女優のプリヤンカー・チョープラーと交際を始め、7月に婚約、12月に結婚した。

## 人物
- 基本はクールだがやさしいという。ケビンやジョーがそう証言。はにかんだ笑顔も特徴的。またニックはピュリティーリングという指輪をしていて結婚するまで純潔を守るときめている。兄弟への気遣いも、両親への感謝もよくしていて面倒見がいい。
- 1型糖尿病を患っており、オムニポッドを常備している。以前は腕につけていたらしいがファンにとられてしまったので今は腰につけている。
- あだ名はMr.President。常に冷静で実行力があることからついたらしい。
- ジョナス・ブラザーズの中ではボーカル、ピアノ、ドラム、キーボード、ギターを担当している。

## 出演作品
2007年
- ジョニー・カパハラ 究極のビッグ・ウェーブ
- シークレット・アイドル ハンナ・モンタナ  (ゲスト出演)

2008年
- ハンナ・モンタナ ザ・コンサート 3D  (ゲスト出演)
- キャンプ・ロック
- Band in a Bus

2009年
- ジョナス・ブラザーズ ザ・コンサート 3D
- J.O.N.A.S.
- ナイト ミュージアム2  (声の出演)

2010年
- キャンプ・ロック2 ファイナル・ジャム
- レ・ミゼラブル25周年記念コンサート

2012年
- SMASH (テレビドラマ)

2013年
- HAWAII FIVE-0 (ゲスト出演)

2014年
- Lennon or McCartney

2015年
- Careful What You Wish For
- The 1989 World Tour
- スクリーム・クイーンズ(ゲスト出演)

2016年
- ゴート (2016年の映画)

2017年
- Simply Complicated
- フェルディナンド (映画)  (声の出演)
- ジュマンジ/ウェルカム・トゥ・ジャングル

2019年
- ジュマンジ/ネクスト・レベル
- アグリードール (映画)  (声の出演)
- ジョナス・ブラザーズ 復活への旅
- ミッドウェイ (2019年の映画)

2020年
- Happiness Continues: A Jonas Brothers Concert Film
- All In: The Fight for Democracy
- The Bee Gees: How Can You Mend a Broken Heart

2021年
- カオス・ウォーキング
- Brian Wilson: Long Promised Road

2022年
- ブライアン・ウィルソン/約束の旅路

TBA
- Power Ballad

## ディスコグラフィ
アルバム
- Nicholas Jonas(2005)
- It's About Time(2006)
- Jonas Brothers(2007)
- Camp Rock(2008)
- A Little Bit Longer(2008)
- The 3D Concert Experience(2009)
- Lines, Vines and Trying Times(2009)
- Jonas L.A.(2010)
- Live(2013)

一度解散
- Who I Am(2010)
- Nick Jonas(2014)
- Nick Jonas X2(2015)
- Last Year Was Complicated(2016)

再結成
- Happiness Begins(2019)

- Music from Chasing Happiness(2019)

- XV(2020)

- PARTY STARTER(2020)

- GUITAR PICKS(2020)

シングル（ソロ作品）
- Dear God (2004)
- Joy to the World (A Christmas Prayer) (2004)
- Chains (2014)
- Jealous (2014)
- Levels (2015)
- Close (feat. Tove Lo) (2016)

## 関連
- ジョナス・ブラザーズ
- ケビン・ジョナス
- ジョー・ジョナス